# Deutsch-monegassische Beziehungen
Die europäischen Staaten Deutschland und Monaco sind beide Mitglieder des Europarates und der Organisation für Sicherheit und Zusammenarbeit in Europa.
In Monaco leben etwa 900 Deutsche, was ungefähr 2,5 Prozent der Bevölkerung Monacos entspricht.
Monaco betreibt eine Botschaft in Berlin. Honorarkonsuln sind in Düsseldorf, Frankfurt, Hamburg, München, Potsdam und Stuttgart tätig. Die deutsche Botschaft in Paris ist auch für Monaco zuständig. Konsularische Aufgaben übernimmt das Generalkonsulat in Marseille. In Monaco ist ein Honorarkonsul tätig. Seit 2023 ist Stephan Steinlein deutscher Botschafter in Frankreich und Monaco.
Der 1973 gegründete Internationale Deutsche Club von Monaco arbeitet an der Förderung wohltätiger, kultureller und gesellschaftlicher Belange.

## Geschichte
1962 schlossen beide Staaten ein Auslieferungsvertrag und einen Vertrag über Rechtshilfe in Strafsachen. 
Auseinandersetzungen zwischen Deutschland und Monaco gab es um die Frage, inwiefern Monaco als Steueroase zu verstehen sei. 2010 wurde ein Abkommen zum Informationsaustausch in Steuerangelegenheiten geschlossen und im folgenden Jahr ratifiziert. Es ermöglicht Deutschland den Zugriff auf Bankdaten und Informationen zu Eigentumsverhältnissen.

## Wirtschaftliche Beziehungen
Monaco bezog im Jahr 2011 26 Prozent seiner Importe aus Deutschland, was einem Handelsvolumen von 80,5 Millionen Euro entsprach. Es fuhr im gleichen Jahr 16 Prozent seiner Exporte nach Deutschland aus, wobei es sich um ein Volumen von 53 Millionen handelte. Damit ist Deutschland laut monegassischer Außenhandelsstatistik nach Italien zweitwichtigster Außenhandelspartner. Allerdings nicht erfasst in dieser Statistik ist der Außenhandel mit Frankreich, mit dem Monaco eine Zollunion führt.

## Bilaterale Treffen
- 6. September 2010: Nachdem das Abkommen zum Informationsaustausch in Steuerangelegenheiten geschlossen wurde, trafen sich der monegassische Außen- und Finanzminister Franck Biancheri und der deutsche Staatssekretär Peter Ammon in Berlin zum Austausch in überwiegend wirtschaftlichen und finanziellen Angelegenheiten.[6]
- 2. Juli 2011: Der Bundespräsident Christian Wulff nahm an der Hochzeitsfeier von Albert II. und Charlene Wittstock in Monaco teil.[7]
- 8.–10. November 2011: Die Generaldirektorin des Außenministeriums und dem Vorsitzenden des Auswärtigen Ausschusses des Conseil National Gardetto traf sich mit Staatsminister Werner Hoyer, Staatssekretär Stefan Kapferer, Staatssekretär Hartmut Koschyk und Vertretern des Bundestags im Rahmen des Gästeprogramms der Bundesregierung für die europäischen Kleinstaaten.
- 8. Dezember 2011: Der Staatsminister Werner Hoyer traf sich mit dem Staatsminister Michel Roger, dem damaligen Finanzminister Marco Piccinini und dem Außenminister José Badia in Monaco zur Übergabe der Ratifizierungsurkunden für das Abkommen bezüglich des Informationsaustausches in Steuersachen.
- 9.–10. Juli 2012: Bei einem Besuch in Berlin und Stuttgart führten Albert II. und seine Frau Charlène unter anderem Gesprächen mit dem Bundespräsidenten Joachim Gauck, dem deutschen Außenminister Guido Westerwelle, dem Regierenden Bürgermeister von Berlin, Klaus Wowereit und dem Ministerpräsidenten des Landes Baden-Württemberg, Winfried Kretschmann.[8][9]